# Hyde Parker (Vizeadmiral, 1714)

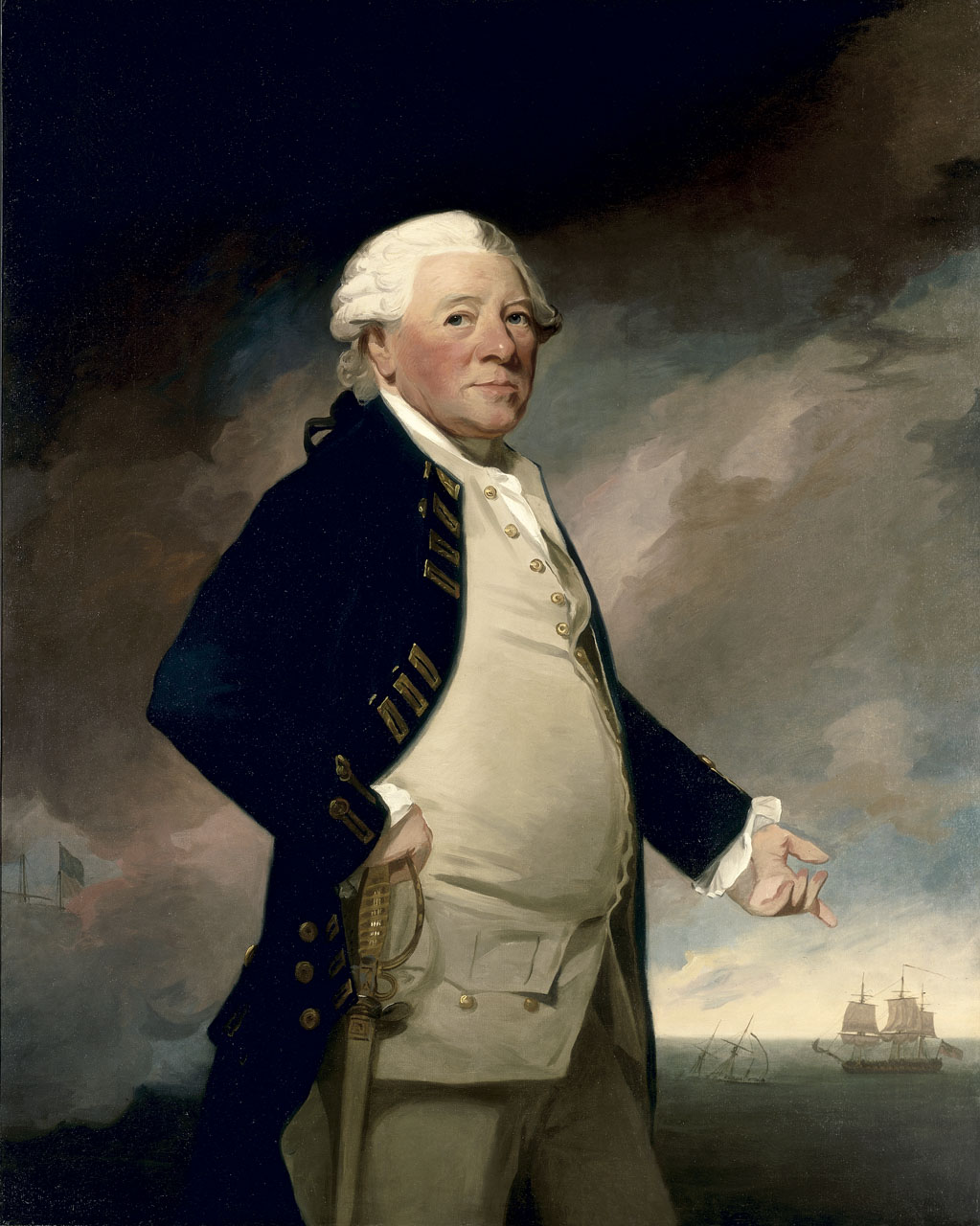
Hyde Parker Sr. gemalt von George Romney, um 1782

Sir Hyde Parker, 5. Baronet (* 25. Februar 1714 in Tredington, Worcestershire, England; † nach 12. Dezember 1782) war ein Vizeadmiral der Royal Navy.

## Leben
Er war der zweite Sohn von Rev. Hyde Parker († 1726) aus dessen Ehe mit Mary Reeves. Sein Vater war anglikanischer Pfarrer von Tredington in Worcestershire und ein Sohn von Sir Henry Parker, 2. Baronet (1640–1713), der seinerseits mit einer Tochter von Alexander Hyde, Bischof von Salisbury, verheiratet war. Er begann seine Karriere auf See in der Handelsschifffahrt. Im Alter von 24 Jahren trat er der Royal Navy bei, wurde 1744 zum Lieutenant und 1748 zum Post-Captain befördert. In den späten Jahren des Siebenjährigen Krieges diente er in der Ostindischen Kompanie und nahm an der Eroberung Pondicherrys 1761 und Manilas 1762 teil. Während des letztgenannten Jahres kaperte Parker eine der wertvollen Manila-Galeonen, die ein- bis zweimal im Jahr zwischen Manila und Acapulco fuhren.
1778 wurde er zum Rear-Admiral befördert. Einige Zeit vor der Ankunft George Rodneys war er Kommandeur der Inseln über dem Winde und leitete eine erfolgreiche Kampagne gegen die Franzosen bei Martinique. 1781, nach der Rückkehr nach Hause und der Beförderung zum Vice-Admiral, geriet er am 8. Mai 1781 mit einer niederländischen Flotte gleicher Zahl aber stärkerer Ausrüstung nahe der Doggerbank aneinander. Nach einer erbittert geführten Schlacht, in der keiner der beiden Flotten die Oberhand gewinnen konnte, trennten sich beide Seiten voneinander. Parker befand, dass er für seine Aufgabe nicht ausreichend ausgerüstet gewesen sei und reichte seinen Rücktritt ein.
1782 akzeptierte er das Angebot, für die Ostindische Kompanie zu kommandieren, obwohl er gerade von seinem kinderlosen älteren Bruder Henry den Adelstitel eines Baronet, of Melford Hall in the County of Suffolk, sowie die Ländereien der Familie geerbt hatte. Am 12. Dezember 1782 verließ er auf seinem Flaggschiff Cato den Hafen von Rio de Janeiro. Sein Schiff ging daraufhin bei der Überfahrt Richtung Südostasien mit allen Männern an Bord spurlos verloren.

## Familie
Aus seiner 1734 geschlossenen Ehe mit Sarah Smithson hatte er zwei Söhne. Der Ältere, Harry Parker (1735–1812), beerbte ihn als 6. Baronet, der Jüngere, Sir Hyde Parker (1739–1807) wurde Admiral der Royal Navy. Der Vizeadmiral Hyde Parker (1786–1854) war ein Sohn des Letzteren.